# کاستیلفابیب
کاستیلفابیب (به اسپانیایی: Castielfabib) در اسپانیا است که در Rincón de Ademuz واقع شده‌است.

## خصوصیات
کاستیلفابیب ۱۰۶٫۲۹ کیلومترمربع مساحت و ۲۴۴ نفر جمعیت دارد و ۹۲۷ متر بالاتر از سطح دریا واقع شده‌است.